# 戦略的知性
戦略的知性（SI: strategic intelligence）とは、科学技術のガバナンスにおいて意思決定やマネジメントに用いられるため系統的かつ意図的な仕方で生み出される情報や知識の形態のことである。これは、情報や知識を生産する組織や実践、そのような組織によって行われる活動も含めて指す。戦略的知性は戦後米国の軍事政策に起源を持ち、現在でも国家レベルないし国際レベルでの政策や軍事計画の形成に求められるインテリジェンスとして広く理解されている。ただし、1970年代後半からはマーケティングやビジネスマネジメントにおける戦略計画のための道具としてこの用語が使われている。ドイツの政策研究者であるクールマンは1990年代後半にこれを研究技術開発政策の文脈に適用したが、そこでは「適切な意思決定を行うために適切なときに適切な人物に利用されるような情報を探索・処理・普及・保護する一連の行動」と定義されている。
戦略的知性の主要なアプローチは（研究開発）評価、技術フォーサイト、テクノロジーアセスメントである。また、デルファイや技術ロードマップも加えられることがある。なお、類似のフレームワークとして研究開発評価、技術予測、テクノロジーアセスメントを包摂する新技術のシステムアセスメント（SANT）というシステム工学的概念が1978年に提唱されている。
戦略的知性の概念は欧州連合における科学技術イノベーション政策に資する情報や知識のネットワーク化を意識しており、以下の２つが発展の鍵となっている。
- 強化されたツール（ET: enhanced tools）

既存の戦略的知性をもっと柔軟で知的なやり方で活用し、その組み合わせによって政策立案者の複数のニーズを満たす
- 分散型知性（DI: distributed intelligence）

欧州各国で特定のニーズに合った独立したローカルな活動を行っているが、効率的・効果的に他の文脈にも応用する